# Соколь Цикалеші
Соко́ль Цикале́ші (алб. Sokol Cikalleshi, нар. 27 липня 1990, Кавая) — албанський футболіст, нападник турецького клубу «Коньяспор» та національної збірної Албанії.
Дворазовий володар Кубка Албанії. Чемпіон Албанії.

## Клубна кар'єра
Народився 27 липня 1990 року в місті Кавая. Вихованець футбольної школи місцевого клубу «Беса». Дорослу футбольну кар'єру розпочав 2007 року в основній команді того ж клубу, на контракті з яким перебував до 2013 року, провівши загалом 57 матчів національного чемпіонату. Також за цей період грав на умовах оренди за «Скендербеу» та «Тирану», а також у Південній Кореї за «Інчхон Юнайтед».
Влітку 2013 року перейшов до клубу «Кукесі», а ще за рік перейшов до хорватського «Спліта».
2015 року уклав контракт з турецьким «Істанбул ББ».

## Виступи за збірні
Протягом 2010—2011 років залучався до складу молодіжної збірної Албанії. На молодіжному рівні зіграв у 4 офіційних матчах.
31 травня 2014 року дебютував в офіційних матчах у складі національної збірної Албанії.
| Дата      | Місто          | Господарі  | Результат | Гості   | Турнір           | Голи | Примітки |
| --------- | -------------- | ---------- | --------- | ------- | ---------------- | ---- | -------- |
| 31-5-2014 | Івердон-ле-Бен | Албанія    | 0 – 1     | Румунія | товариський матч | -    | 46'      |
| 4-6-2014  | Будапешт       | Угорщина   | 1 – 0     | Албанія | товариський матч | -    |          |
| 8-6-2014  | Серравалле     | Сан-Марино | 0 – 3     | Албанія | товариський матч | -    | 63'      |
| Усього    |                | Матчів     | 3         |         | Голів            | 0    |          |

## Титули і досягнення
- Володар Кубка Албанії (2):

«Беса»: 2009–10
«Тирана»: 2011–12
- Володар Суперкубка Албанії (1):

«Беса»: 2010
- Чемпіон Албанії (1):

«Скендербеу»: 2010–11